# Фар на остров Свети Иван
Фарът на остров Свети Иван е сонарен морски фар на остров Свети Иван край Созопол.
Фарът представлява бяла кръгла железобетонна кула с височина 9,20 m, построена през 1911 г. от Barbiev Benards Turenne-Paris. Светлината му се вижда на 18 морски мили навътре в Черно море. Режим на светене (мигане) е 0.5 s свети, 2 s не свети, 0.5 s свети, 7 s не свети, подава и звукови сигнали.